# ثوم بنفسجي داكن
الثوم البنفسجي الداكن (باللاتينية: Allium atroviolaceum) نوع نباتي عشبي يتبع جنس الثوم من الفصيلة الثومية.

## الموئل والانتشار
ينتشر في بلاد الشام والمغرب العربي وتركيا واليونان ومقدونيا وصربيا والجبل الأسود والبوسنة وكرواتيا وسلوفينيا وإيطاليا وفرنسا وإسبانيا والبرتغال.

## مرادفات للاسم العلمي
- (باللاتينية: Allium ampeloprasum subsp. atroviolaceum (Boiss.) K. Richt.)
- (باللاتينية: Allium ampeloprasum var. atroviolaceum (Boiss.) Regel)
- (باللاتينية: Allium firmotunicatum Fomin)
- (باللاتينية: Allium atroviolaceum var. caucasicum Sommier & Levier)
- (باللاتينية: Allium atroviolaceum var. firmotunicatum (Fomin) Grossh.)
- (باللاتينية: Allium atroviolaceum var. ruderale Grossh.)